# Die Fische und der flötende Schäfer

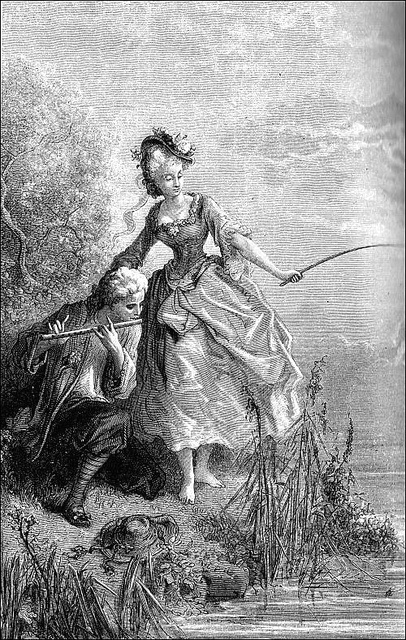
Die Fische und der flötende Schäfer

Die Fische und der flötende Schäfer (franz. Les Poissons et le Berger qui joue de la flûte) ist die elfte Fabel im 10. Buch der Fabelsammlung des französischen Dichters Jean de La Fontaine.
Die Fabel wurde bei Äsop entlehnt, wo von einem in seinem Beruf noch unerfahrenen Fischer berichtet wird, der vergeblich mit Flötenspiel die Fische zu fangen versucht, dann aber mit einem Netz endlich Erfolg hat. Die äsopische Moral lehrt, dass man seine Geschäfte nicht unüberlegt und nicht zur Unzeit machen soll. Aus dieser Vorlage macht La Fontaine eine Pastorale, sein Ausdruck pasteurs d’humains (Menschenhirten) kann in keiner Vorgängerversion gefunden werden:
Seine Hauptfigur Tircis ist kein unerfahrener Fischer, sondern ein Hirte, der seine Flöte und seine Stimme inmitten einer bukolischen Landschaft im Dienste Annettes, seiner Schäferin, erklingen lässt. Im Zentrum dieses Gedichts steht nicht der auch hier vergebliche Versuch, mit Musik die Fische anzulocken, sondern die Entfaltung der Schäfer-Idylle sowie des Schäfers Gesang. Nach dem erfolgreichen Gebrauch des Netzes schlägt jedoch die Stimmung um – aus dem pittoresken Milieu in eine drastische politische Aufforderung an die Könige, die Geister der Untertanen nicht mit Vernunft, sondern mit Macht für sich zu gewinnen.

## Text
Tircis, der einzig für Annette ertönen ließ der Stimme Sang

und seine Flöte – Tote hätte ergriffen selbst ihr süßer Klang, -

sang einst den klaren Bach entlang, der bunte Wiesen netzte,

an deren Blütenduft der Zephyr sich ergötzte.

Indessen sitzt Annett’ und angelt; aber ach!

Kein Fischlein lässt sich sehn im Bach;

der Schäferin will’s heut nicht glücken.

Der Schäfer, dessen Lied wohl schon

so manche Spröde mocht’ entzücken,

wähnt, auch die Fische lock’ herbei der Ton.

Er singt sie also an: „Bewohner der Gewässer,

lasst eure Nymphe doch in feuchter Grotte. Besser,

tausendmal schöner lockt euch hier ein reizend Bild.

Die Holde fesselt zart; grausam erscheinen

kann sie nur gegen unsereinen,

euch hegt sie zärtlich, sanft und mild.

Es geht ja nicht an euer Leben;

ein Weiher nimmt euch auf, klar wie Kristall und rein.

Und sollt’ der Köder euch vielleicht bedenklich sein:

Tod von Annettens Hand, kann es was Schönres geben?“

Seine Beredsamkeit wirkt wenig nur: Die Schar

der Hörer zeigt sich taub, wie stumm von je sie war.

Tircis predigt umsonst; die Worte, süß und linde,

verhallen als ein Raub der Winde.

Er legt ein Netz, und gleich kann er’s der Maid

mit Fischen prall gefüllt zu Füßen legen.

O Könige, die ihr doch Menschenhirten seid!

Durch Überredung wähnt, durch Gründe ihr den Geist

der stumpfen Menge anzureden?

Auf diese Art, glaubt mir, erreicht man nicht sehr viel;

versucht es nur auf andern Wegen.

Werft eure Netze aus; die Macht führt euch zum Ziel.
Übersetzer: Ernst Dohm